# Papagomys theodorverhoeveni
Papagomys theodorverhoeveni är en utdöd däggdjursart som beskrevs av Guy G. Musser 1981. Papagomys theodorverhoeveni ingår i släktet Papagomys och familjen råttdjur. Inga underarter finns listade i Catalogue of Life.
Denna gnagare levde på ön Flores i Sydostasien. Kvarlevor av en art från släktet Papagomys som förvaras i olika museer är inte så gamla. Det ansågs att kvarlevorna tillhör Papagomys theodorverhoeveni och att arten kan finnas kvar. Nyare undersökningar visade däremot att resterna tillhör Papagomys armandvillei.